# 鈴木愛里
鈴木 愛里（すずき あいり、1994年12月15日 - ）は、神奈川県出身の子役、タレント。血液型はO型。

## 芸能界に入っての経歴
ホリプロ・インプルーブメント・アカデミーに所属して、『2時ピタッ!』のオトナの悩み相談室コーナーなどのバラエティー番組を中心に出演する。

## テレビ

### テレビドラマ
- 土曜ミッドナイトドラマ「快感職人」（2006年7月 - 9月、テレビ朝日）

### バラエティ
- おはスタ（2005年8月22日 - 2006年3月31日、テレビ東京）
- 2時ピタッ!（2006年、TBS）
- SMAP×SMAP（フジテレビ）
- 太田光の私が総理大臣になったら…秘書田中（2007年・2008年、日本テレビ）

## CM
- セガトイズ「お茶犬パジャマ」
- 東京ディズニーランド
- 明光義塾

## 雑誌
- 小学館「ちゃお」
- PurePure Vol.33